# Moondance Alexander
Moondance Alexander (Moondance Alexander: Superando os Limites no Brasil) é um filme de comédia e drama norte-americano lançado em 21 de setembro de 2007 pela 20th Century Fox Film Corp.. O filme traz Kay Panabaker como Moondance e Whitney Sloan como Megan Montgomery e foi dirigido por Michael Damian.

## Sinopse
Moondance (Kay Panabaker) se depara com outro verão sem intercorrências até que ela descobre um pônei chamado Xadrez perdido na floresta. Embora Moondance devolve o cavalo ao seu legítimo proprietário, o áspero e misterioso Dante Longpre (Don Johnson), ela está convencida de que Xadrez é um atleta campeão de hipismo e ela está determinado a ajudá-lo a realizar seu pleno potencial. Moondance consegue falar com Dante em sua formação e Damas para o Vale do Arco Clássico e apesar das críticas e humilhações criadas por sua rival Megan Montgomery (Whitney Sloan), descobre que a perseverança, a fidelidade e a individualidade que podem desembarcar no círculo do vencedor.

## Elenco
- Kay Panabaker como Moondance Alexander
- Don Johnson como Dante Longpre
- Whitney Sloan como Megan Montgomery
- Lori Loughlin como Gelsey Alexander
- Sasha Cohen como Fiona Hughes
- James Best como George
- Mia Wasikowska como Bella Woster